# Zibido San Giacomo
Zibido San Giacomo es una localidad italiana de la provincia de Milán, región de Lombardía,  con 6.590 habitantes. Zíbido San Giacomo está ubicado en el [Parque Agrario en Milán Sur, un parque instituido por la región Lombardía.
En el lugar donde ahora se levanta la ciudad Zibido St. James en un momento había varios pueblos distintos. Por esta razón, la ciudad tiene muchos pueblos y ciudades.

## Evolución demográfica
| Gráfica de evolución demográfica de Zibido San Giacomo entre 1861 y 2001 |
|                                                                          |
| Fuente ISTAT - elaboración gráfica de Wikipedia                          |

## Lugares de interés

### Iglesia de Sancta María Assunta
Esta iglesia del siglo XV conserva bastante bien su estructura original; en el interior, frescos del siglo XVI. 

### Iglesia de San Giacomo
Esta iglesia se encuentra ubicada cerca del ayuntamiento y tiene frescos renacentistas.

### Iglesia de San Vincenzo y San Bernardo
Iglesia del siglo XVII, con frescos de esta época.

### Palazzina Pusterla Busca Pozzi dicha "Ca' Grande"
Este elegante palacio del siglo XV se encuentra ubicado en un espacio natural protegido y a lo mejor fue construido para servir como pabellón de caza. En el interior, frescos del siglo XVI con escenas de caza y con escudos de la familia Pusterla, que fue la primera propietaria de este palacio.

### Castelletto
En la localidad San Pietro se encuentra ubicado el Castelletto, un edificio que cuenta con dos cuerpos que tienen unos seis siglos de edad; puede ser que este palacio fue edificado sobre los cimientos de una estructura medieval anterior.